# Pat Metheny Group
Pat Metheny Group – amerykańska grupa wykonująca muzykę jazzową i fusion.
Brzmienie grupy można określić jako muzykę świata, ze szczególnym wpływem rytmów południowoamerykańskich i afrykańskich. Grupa nie stroniła również od tradycyjnego, mocno synkopowanego jazzu.

## Historia
W 1977 roku Pat Metheny założył projekt Pat Metheny Group (ze swoim przyjacielem, klawiszowcem Lyle’em Maysem). W 1980 roku do grupy przyłączył się kontrabasista Steve Rodby. W 2002 roku dołączył perkusista Antonio Sánchez oraz wietnamski trębacz Cuong Vu. Ostatnio do grupy dołączył grający na harmonijce ustnej Grégoire Maret oraz gitarzysta Nando Lauria. Ci muzycy zostali w grupie do dzisiaj. Oprócz nich członkami zespołu byli między innymi: Richard Bona, Jeff Haynes, czy Pedro Aznar.
Spośród wydanych do 2005 roku 14 albumów Pat Metheny Group, 10 otrzymało nagrody Grammy (w tym jeden podwójnie).

## Skład grupy
Ostatni skład:
- Pat Metheny – gitary akustyczne, elektryczne, syntezatory, synclavier
- Lyle Mays – pianino, instr. klawiszowe, gitara, syntezatory
- Steve Rodby – bas i elektryczny bas
- Antonio Sánchez – perkusja

Wcześniejsi członkowie:
- Cuong Vu – trąbka, gitara, śpiew
- Grégoire Maret – harmonijka ustna, gitara
- Nando Lauria – gitara, śpiew
- Richard Bona – instr. perkusyjne, elektryczny bas, gitara, śpiew
- Paul Wertico – perkusja, bębny
- Danny Gottlieb – perkusja
- Jeff Haynes – instr. perkusyjne
- Armando Marçal – śpiew, instr. perkusyjne
- Philip Hamilton – śpiew, gitara, instr. perkusyjne
- Mark Ledford – śpiew, gitara, trąbka, trąbka basowa, instr. perkusyjne, megafon, skrzydłówka
- David Blamires – śpiew, trąbka, instr. perkusyjne, skrzypce, megafon, melofon, melodika, gitara akustyczna, gitara elektryczna, gitara barytonowa, recorder
- Jim Beard – pianino
- Pedro Aznar – śpiew, gitara, instr. perkusyjne
- Mark Egan – elektryczny bas
- Barbara Unger-Wertico – gitara rytmiczna, instr. perkusyjne, śpiew
- Naná Vasconcelos – śpiew, instr. perkusyjne
- Luis Conte – instr. perkusyjne
- Mino Cinelu – śpiew, instr. perkusyjne
- David Samuels – śpiew, instr. perkusyjne, tamburyn, shaker, karatale
- Glen Velez – instr. perkusyjne, kongi, frame drum, riq
- Don Alias – instr. perkusyjne
- Charlie Haden – bas
- Steve Ferrone – bębny
- Will Lee – elektryczny bas
- Gil Goldstein – akordeon
- Sammy Merendino – bębny
- Andy Findon – flet
- Michael Mossman – trąbka
- Mike Metheny – trąbka
- Ryan Kisor – skrzydłówka
- Tom Malone – tamburyn
- Dave Taylor – tamburyn basowy
- Dave Bargeron – tamburyn, tuba
- John Clark – waltornia
- Anthony Jackson – gitara kontrabasowa
- Akiko Yano – śpiew
- Toots Thielemans – harmonijka ustna
- Skaila Kanga – harfa

## Dyskografia

### Albumy studyjne
| Pat Metheny Group           | - Data: Styczeń 1978 - Wydawca: ECM - Format: CD, LP, digital download                            | –   | –  | –  | 123 | –  | –  | –  | – | –  |                        |
| American Garage             | - Data: 1979 - Wydawca: ECM - Format: CD, LP, digital download                                    | –   | –  | –  | 53  | –  | –  | –  | – | –  |                        |
| Offramp                     | - Data: 1982 - Wydawca: ECM - Format: CD, LP, digital download                                    | –   | –  | –  | 50  | –  | –  | –  | – | –  |                        |
| First Circle                | - Data: 1984 - Wydawca: ECM - Format: CD, LP, digital download                                    | –   | –  | –  | 102 | –  | –  | –  | – | –  |                        |
| Still Life (Talking)        | - Data: 1987 - Wydawca: Geffen Records - Format: CD, LP, digital download                         | –   | –  | –  | 86  | –  | –  | –  | – | –  | - USA: złota płyta     |
| Letter from Home            | - Data: 1989 - Wydawca: Geffen Records - Format: CD, LP, digital download                         | –   | –  | –  | 66  | –  | –  | –  | – | –  | - USA: złota płyta     |
| We Live Here                | - Data: 1995 - Wydawca: Geffen Records - Format: CD, digital download                             | 102 | –  | 45 | 83  | –  | 23 | –  | – | –  |                        |
| Quartet                     | - Data: 1996 - Wydawca: Geffen Records - Format: CD, digital download                             | 121 | –  | 70 | 187 | –  | –  | –  | – | –  |                        |
| Imaginary Day               | - Data: 7 października 1997 - Wydawca: Warner Bros. Records - Format: CD, DVD-A, digital download | 104 | –  | 51 | 124 | 59 | –  | –  | – | –  | - POL: złota płyta     |
| Speaking of Now             | - Data: 12 lutego 2002 - Wydawca: Warner Bros. Records - Format: CD, digital download             | 134 | 72 | 45 | 101 | 24 | 51 | 9  | 2 | –  | - POL: platynowa płyta |
| The Way Up                  | - Data: 25 stycznia 2005 - Wydawca: Nonesuch Records - Format: CD, digital download               | 117 | 61 | 34 | 99  | 29 | 40 | 11 | 1 | 68 | - POL: złota płyta     |
| „–” album nie był notowany. |                                                                                                   |     |    |    |     |    |    |    |   |    |                        |

### Albumy koncertowe
| Travels                     | - Data: 1983 - Wydawca: ECM - Format: CD, LP, digital download            | 62  |
| The Road to You             | - Data: 1993 - Wydawca: Geffen Records - Format: CD, LP, digital download | 170 |
| „–” album nie był notowany. |                                                                           |     |

### Ścieżki dźwiękowe
| The Falcon and the Snowman  | - Data: 1985 - Wydawca: EMI - Format: CD, LP, digital download | 44 | 54 | 46 |
| „–” album nie był notowany. |                                                                |    |    |    |